# Ferdinandshof

Ferdinandshof est une commune allemande située dans l'arrondissement de Poméranie-Occidentale-Greifswald du Land de Mecklembourg-Poméranie-Occidentale. Elle possède une gare sur la ligne ferroviaire Angermünde - Stralsund.

## Quartiers
- Aschersleben
- Blumenthal
- Louisenhof
- Sprengersfelde